# 麝香酮
麝香酮是一种有机化合物。麝香的气味主要来自它。它可由(R)-5-溴-4-甲基戊醇或香茅醛为原料反应制得。
麝香酮的化学结构首次由拉沃斯拉夫·鲁日奇卡解释。它是十五元环酮，其中3-位有一个甲基取代基。它是油状液体，在自然界中以(−)-对映异构体(R)-3-甲基环十五酮的形式出现。目前已经合成麝香酮的纯(−)-对映异构体和外消旋体。它微溶于水，与醇互溶。
麝属的腺体会分泌麝香，自然的麝香酮就从它提取。自从几千年前，麝香就用于香水和药物。因为获得自然的麝香需要杀害濒危的麝，现今几乎所有用于香水的麝香酮都是合成的。它有典型的麝香味。